# دغیرمن‌دره (آماسیه)
دغیرمن‌دره (به ترکی استانبولی: Değirmendere) یک منطقهٔ مسکونی در ترکیه است که در آماسیه واقع شده‌است.